# Lee Barnes
Lee Stratford Barnes (ur. 16 lipca 1906 w Salt Lake City, zm. 28 grudnia 1970 w Oxnard)  – amerykański lekkoatleta, skoczek o tyczce, mistrz olimpijski z Paryża z 1924.
Barnes zdobył złoty medal na igrzyskach olimpijskich w 1924 w Paryżu na tydzień przed swymi 18. urodzinami. Jest do tej najmłodszym mistrzem olimpijskim w skoku o tyczce. Barnes osiągnął na igrzyskach wysokość 3,95 m, tyle samo co inny Amerykanin Glenn Graham, którego pokonał w dogrywce.
Studiował później na Uniwersytecie Południowej Kalifornii. W latach 1927 i 1928 był mistrzem Stanów Zjednoczonych (AAU) w skoku o tyczce. 28 kwietnia 1928 we Fresno ustanowił rekord świata rezultatem 4,30 m. Na igrzyskach olimpijskich w 1928 w Amsterdamie był jednak w słabszej formie i skoczył jedynie 3,95 m, co po dogrywce dało mu 5. miejsce.
W późniejszych latach był dyrektorem fabryki w Oxnard.